# Pueblos tunguses
Los pueblos tunguses son aquellos que hablan lenguas tunguses, entre los que destacan los evenkis, evenis, yurchen, manchúes, negidales, hezhen, oroch, orok, oroqen, udegués, ulchis y xibe.
El más numeroso de los pueblos tunguses es el manchú, con unas 10.000.000 personas. Su localización original era el noreste de China. Sin embargo, tras la conquista de la totalidad de China por parte de la dinastía Qing, manchú, fueron asimilados progresivamente por la cultura de la etnia han. El segundo grupo más importante, los evenki, viven en la Siberia rusa oriental.

## Imágenes de tunguses y su historia

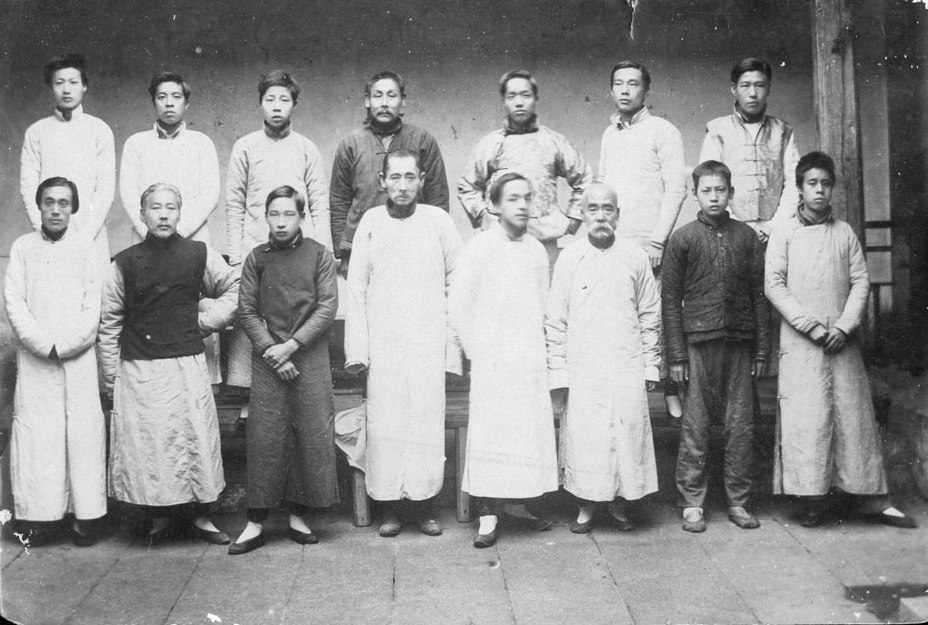
Manchúes en Fuzhou en 1915
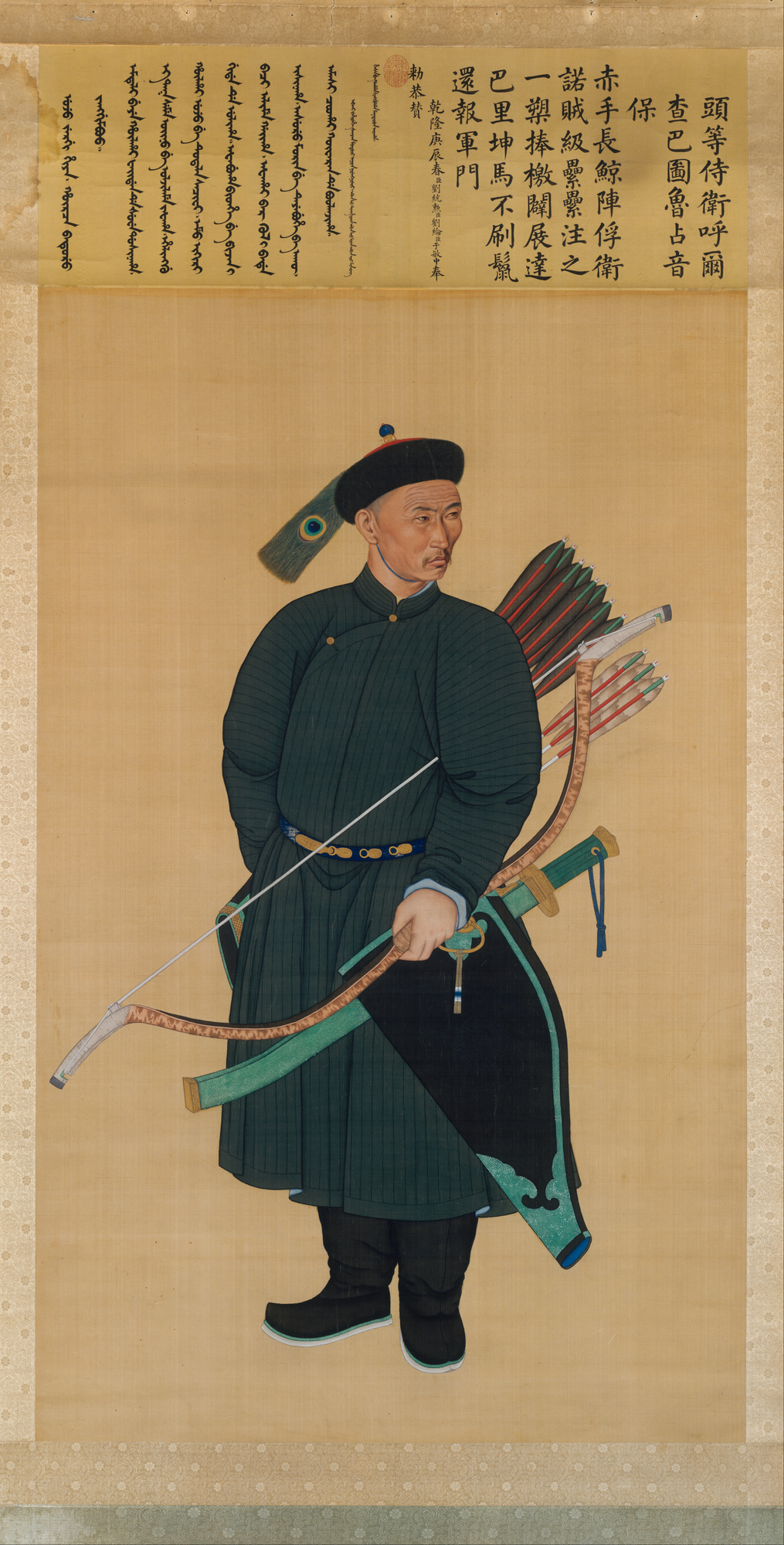
Guardia imperial manchú
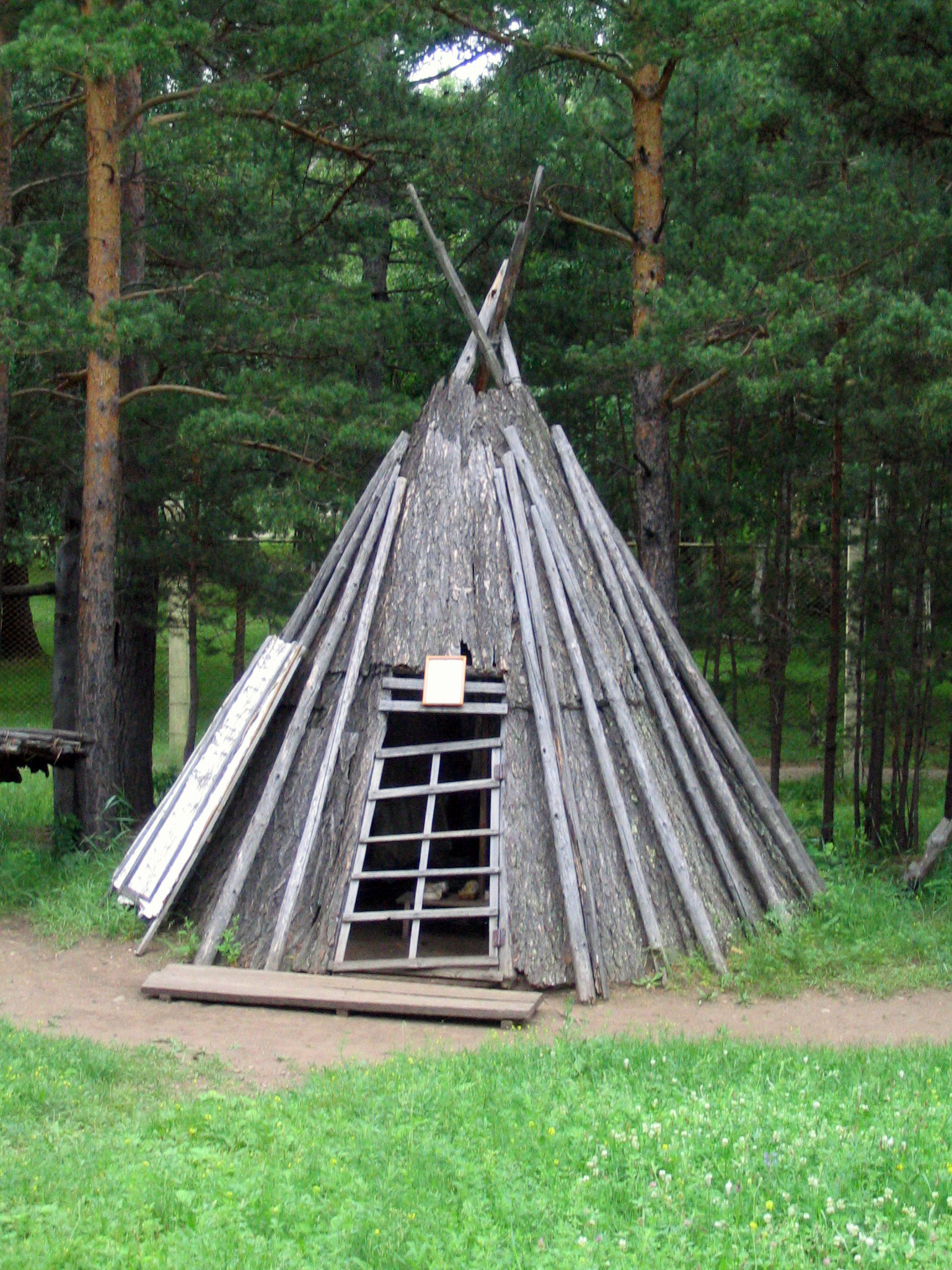
Casa de madera evenki
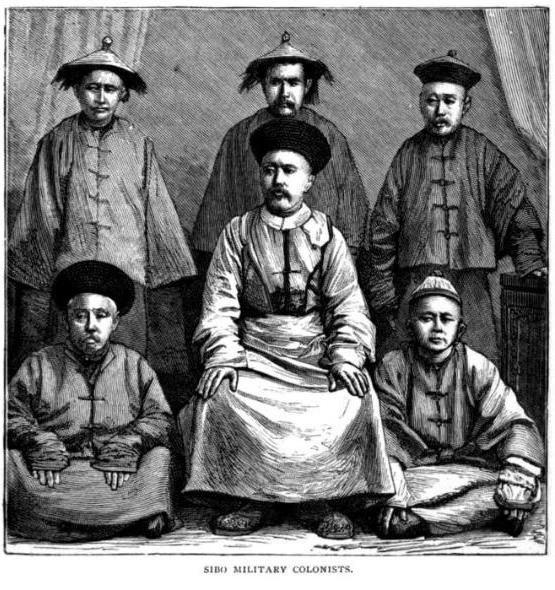
Militares Sibo (1885)
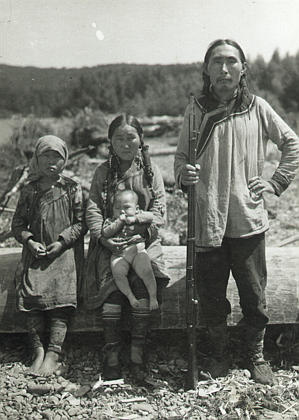
Familia udege
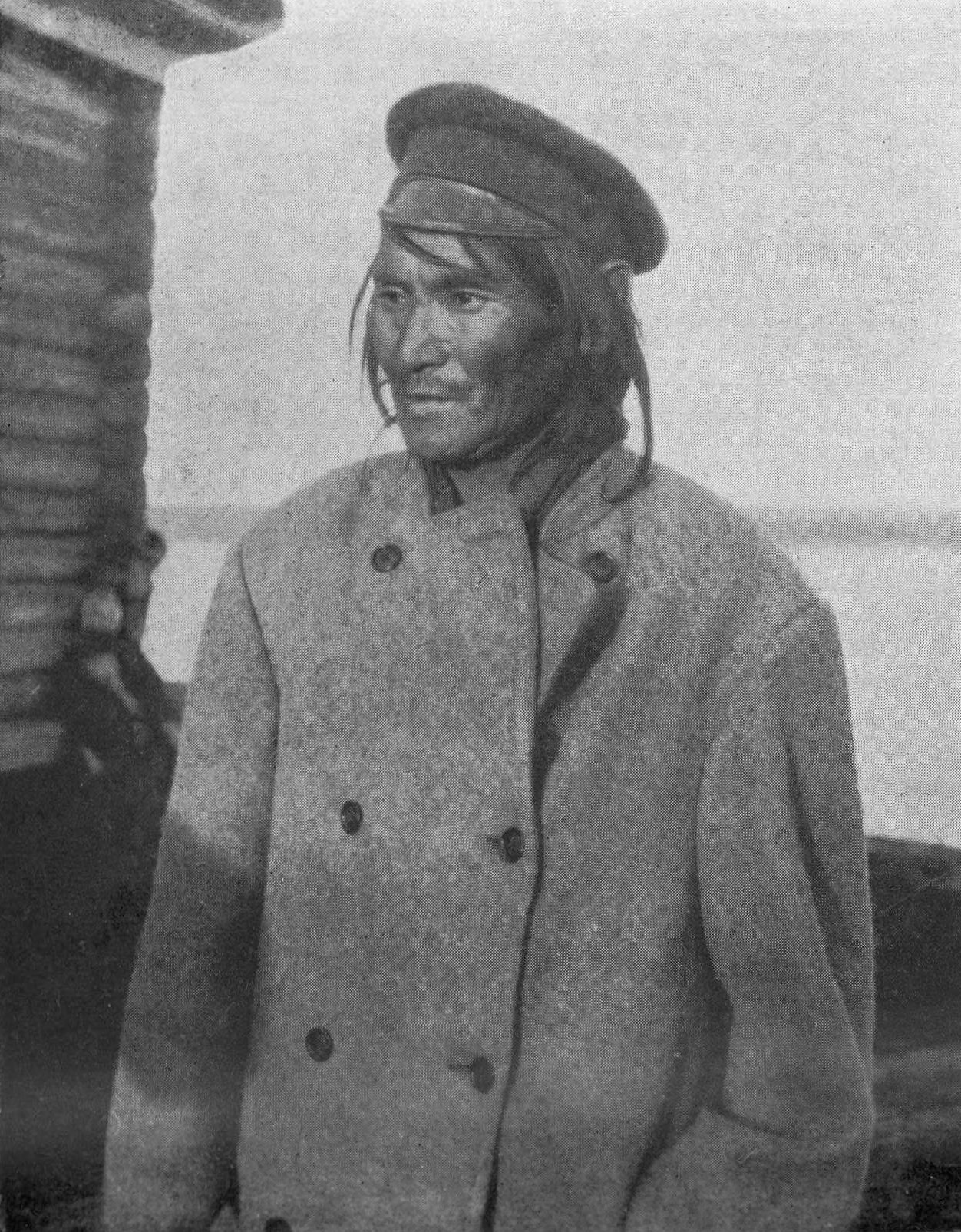
Hombre tungús en Vorogovo, Siberia (1914)
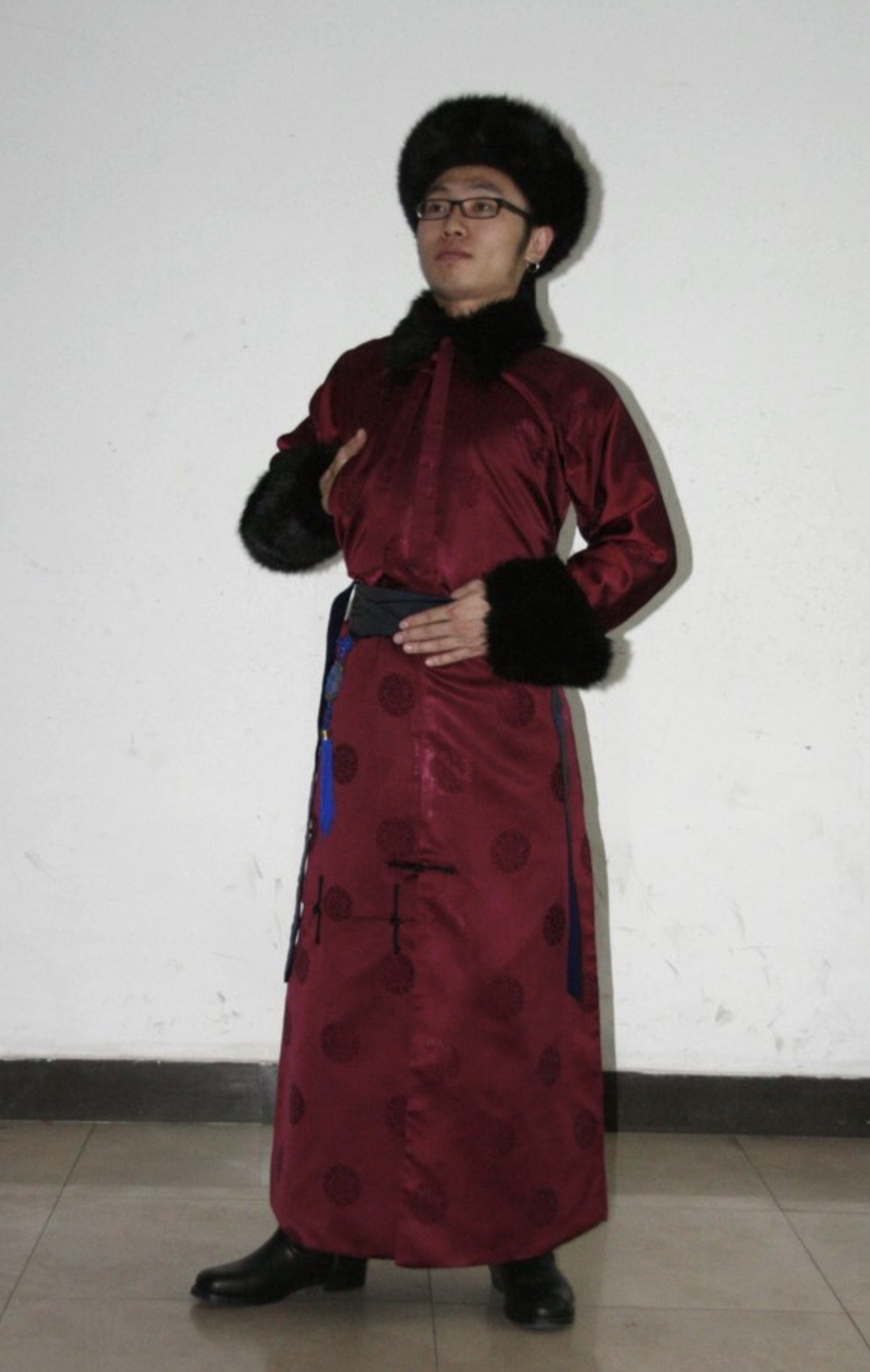
Joven manchú en traje tradicional